# Tutankhamon
Tutankhamon (n. 1341 î.Hr. - d. 1323 î.Hr.) a fost un faraon din dinastia a 18-a, conducătorul  Egiptului antic între anii 1332 î.Hr. - 1323 î.Hr, urcând pe tron la 9 ani. El este fiul faraonului Amenhotep IV (Akhenaton) și al reginei Kiya, făcând parte din Noul Regat, dinastia a 18-a, numită și Epoca de aur a faraonilor.

## Biografie
Băiatul faraon s-a născut în anul 1341 î.Hr. în orașul Aketaton („Orizontul lui Aton”). La vârsta de 7 ani Tutankhamon a luat-o de soție pe frumoasa Ankesenamon („Ea trăiește pentru Amon”), sora sa vitregă. Doi ani mai târziu, fratele său mai mare, Smenkhkare moare, tronul revenindu-i lui.
A abandonat cultul tatălui său, revenind la zeii tradiționali. În al doilea an de domnie, Tutankhamon părăsește Tel al-Amarna, efemera capitală întemeiată de Akhenaton, și se instalează la Memphis, aproape de actualul Cairo. Face din el centrul administrativ și, în același timp, își schimbă numele din Tutankhaton, „imagine vie a lui Aton”, în Tutankhamon, „imagine vie a lui Amon”, marele zeu al Egiptului, adorat în temple de la Karnak până la Teba, capitala religioasă. Demolarea monumentelor închinate lui Aton începe. Sanctuarele sunt demontate rând pe rând, blocurile lor de piatră fiind refolosite în noile construcții. Tutankhamon pune să se decoreze unii pereți ai templelor de la Karnak și Luxor, închinate lui Amon, și să se ridice numeroase statui ale zeului și ale lui însuși. Pe plan extern, au avut poate loc două expediții militare, una în Orientul Apropiat, cealaltă în Nubia.
Numele oficial Tut-ankh-Amon era Nebkheperure, numele Tutankhamon fiind unul foarte personal și mai puțin important.
Celebritatea postumă a lui Tutankhamon se datorează mormântului său din Valea Regilor de lângă Teba, descoperit în 1922 de arheologul britanic Howard Carter, singurul mormânt al unui faraon care timp de 3.200 de ani a scăpat neprofanat și nejefuit.

## Moartea

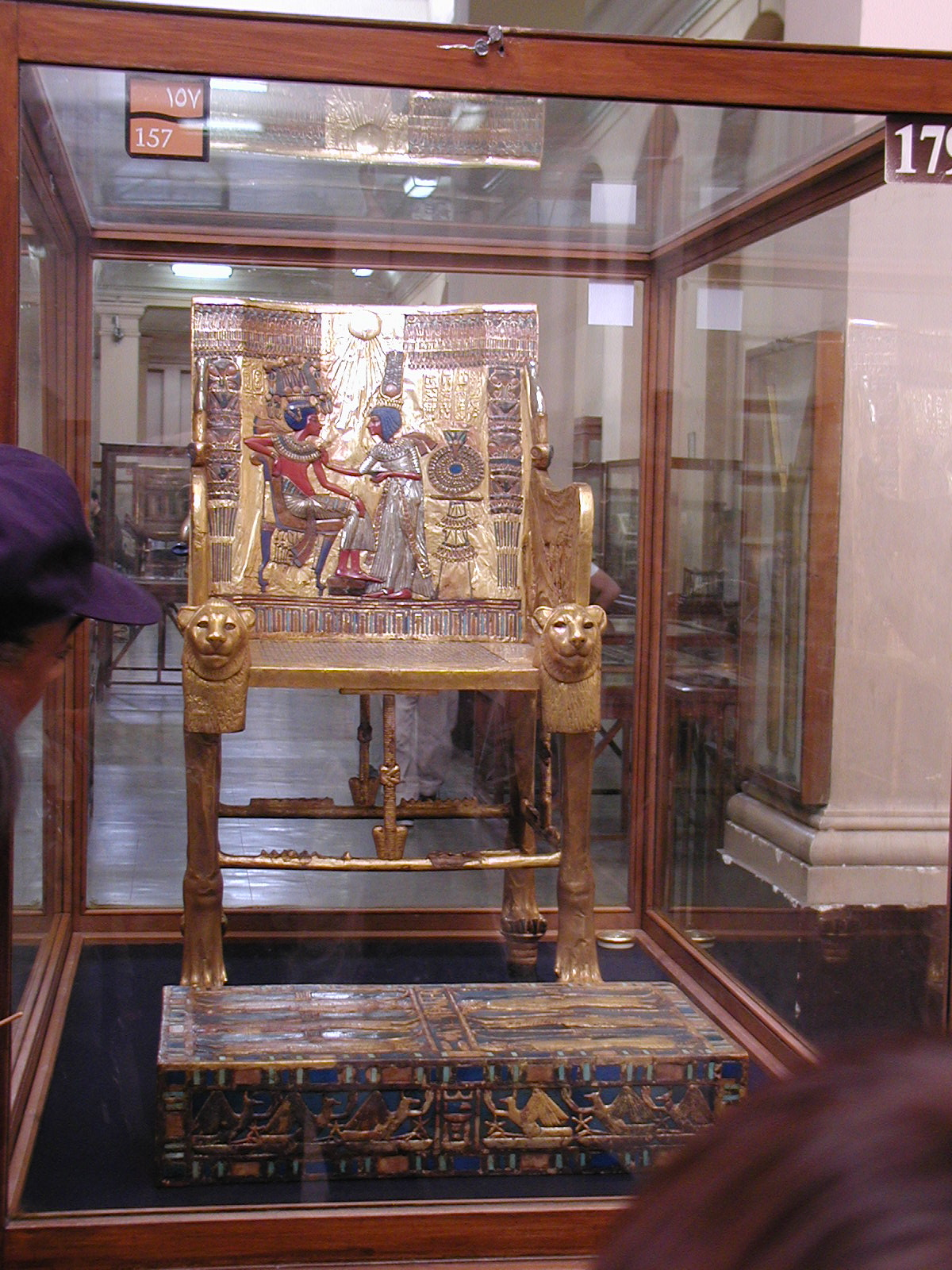
Faraonul și soția sa

Tutankhamon a murit la vârsta de 18 ani. Se presupune că  ar fi fost ucis printr-o lovitură la cap,dar există mai multe teorii. Suspectul principal ar fi fost Ay, succesorul său, al cărui motiv consta în preluarea tronului. O radiografie indică un cheag de sânge în craniul său.
În anul 1925, mumia lui Tutankhamon a fost deschisă  și analizată  de către echipa lui Howard Carter. În 1969 și 1986, ea a fost supusă razelor X; în anul 2005, mumia a fost testată  cu scanerul. Radiografiile indică mai multe fracturi, dar se presupune că acestea au fost produse de către echipa lui Carter. Radiografiile arată că Tutankhamon era sănătos și  nu avea nici o urmă de infecție, ceea ce indică faptul că el nu a murit din cauze naturale. O radiografie a capului său prezintă un cheag de sânge în zona cefei, ceea ce ar dovedi presupusa lovitură la cap.
Dar cine a fost ucigașul? Mulți consideră că  suspectul principal era chiar soția sa, Ankesekhamon.
În apropierea mumiei sale s-au  găsit doi fetuși morți, probabil fiii săi (unul ar fi murit la naștere; celălalt - la câteva zile după  naștere).
O tomografie a mumiei indică faptul că Tutankhamon avea coloana strâmbă, ceea ce ar putea însemna că faraonul nu-și putea mișca capul. Acest fapt ar putea reprezenta cauza care a dus la moartea fiilor săi. O variantă este aceea că faraonul ar fi fost ucis de către soția sa deoarece nu putea să aibă copii sănătoși din cauza stării sale de sănătate.
Însă, bazat pe imaginile transmise de-a lungul vremii, aceasta își iubea soțul foarte mult, fapt care face imposibilă crima. Deviația coloanei ar fi putut fi provocată la îmbălsămare.
Un alt suspect este Maya, un servitor al faraonului. Dar și despre acesta se presupune în unele teorii că ținea la faraon și că este cel care a distrus documentele care indicau locul mormântului său.
Un alt suspect este generalul Horhemheb. Totuși, dacă acesta ar fi fost ucigașul, i-ar  fi luat imediat locul pe tron; în plus, acesta era cel care îl instruia pe faraon.
În fine, un alt suspect este  vizirul său, Ay. Acesta l-ar fi ucis pentru a prelua puterea, fapt care s-a și întâmplat.
În anul 2005, o echipă de la 'National Geographic' condusă  de către  arheologul Zahi Hawass, a analizat mumia prin scanare. S-au descoperit foarte multe fracturi produse de către Carter. Cutia toracică lipsea, mumia avea o gaură la cap, o gleznă de-a sa era înfășurată, posibil datorită unei fracturi, iar un dinte sănătos era ieșit lateral.

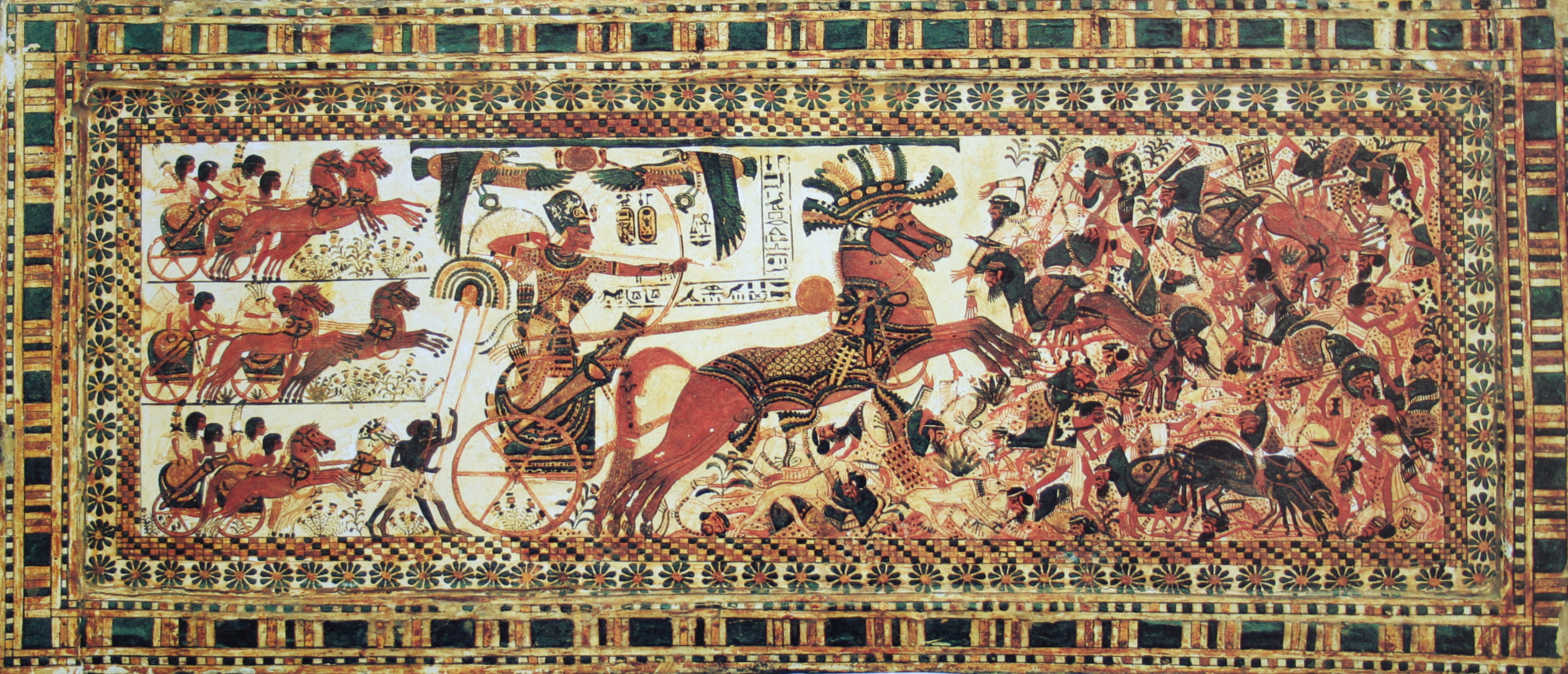
Faraonul pe car

Pe lângă  asta, s-a descoperit că piciorul stâng era fracturat, iar rotula lipsea, ceea ce poate indica o căzătură. Rana de la picior s-a cangrenat, provocându-i  moartea. Căzătura i-ar fi afectat și cutia toracică, ceea ce înseamnă că i-a fost scoasă la îmbălsămare. Gaura de la cap ar fi putut fi produsă la îmbălsămare. Atunci când creierul i-a  fost scos, ar mai fi rămas o cantitate mică în interiorul craniului; restul creierului a fost scos prin peretele craniului, iar cheagul de sânge nu e altceva decât o urmă de rășină, de ulei.
Însă unii cercetători cred că fractura s-ar fi produs la îmbălsămare și că teoriile cum că Tutankhamon ar fi fost lovit în cap sau că a fost otrăvit sunt false. Chiar dacă  a avut coloana strâmbă sau s-a accidentat la piciorul stâng, Tutankhamon ar fi rezistat, fiind foarte sănătos și viguros, afirmă  cercetătorii. Moartea sa rămâne în mare parte un mister. Recent, grație unui studiu genetic major, efectuat pe mai mulți membri din familia lui Tutankhamon, cercetătorii au descoperit că acesta avea anumite malformații la nivelul picioarelor.
În afară de o afecțiune a oaselor picioarelor de care suferea, numită maladia Kohler II, faraonul Tutankhamon avea picioarele grav deformate, astfel încât era nevoit să se deplaseze cu ajutorul unui baston.
Celui de-al doilea deget de la piciorul drept al faraonului îi lipsea osul mijlociu, fiind astfel mai scurt, iar laba piciorului stâng era îndoită înspre interior, faraonul călcând pe gleznă, nu pe talpă.
Această afecțiune a piciorului necesită încălțăminte special fabricată. Cu ajutorul unor curelușe din piele, piciorul faraonului era menținut în poziția corectă, pentru ca acesta să nu se deplaseze târându-și piciorul bolnav. O “autopsie virtuală” realizată asupra rămășițelor faraonului egiptean Tutankhamon a arătat că părinții săi au fost frate și soră și că, din cauza incestului, el s-a născut cu o deformație la picior și avea șolduri feminine. Aceste informații au fost dezvăluite în filmul documentar “Tutankhamun: The Truth Uncovered”, care va fi difuzat de BBC One pe 26 octombrie.
Masca mortuară a lui Tutankhamon, acoperită cu aur, arată imaginea unui faraon care sugerează putere și frumusețe regală, însă în realitate el avea dinții ieșiți în exterior, o deformație la picior (la talpă) și șolduri feminine. Mai mult, în loc să fie pasionat de cursele carelor de război, el mergea șchiopătând, sprijinindu-se mereu într-un baston, în tot timpul domniei sale din secolul al 14-lea Î.Hr.
“Autopsia virtuală” realizată de oamenii de știință a fost compusă din analiza a peste 2.000 de scanări computerizate și a fost combinată cu analizele genetice ale familiei lui Tutankhamon. Astfel s-a constatat că părinții săi au fost rude de gradul 1, adică frate și soră, fapt care a dus la apariția unor dereglări hormonale în cazul său. De asemenea, este posibil ca istoria familiei sale să fi dus la moartea lui prematură, în timpul adolescenței, scrie Daily Mail.
Până în prezent, conform miturilor, faraonul ar fi murit din cauza unor accidente în timpul curselor de care de război sau chiar ar fi fost ucis, deoarece în craniul său fuseseră găsite fracturi care sugerau aceste ipoteze. Acum însă, oamenii de știință cred ca Tutankhamon ar fi murit din cauza unor boli, deoarece handicapul de la picior nu îi permitea să participe la curse.
Albert Zink, cercetător de la un institut din Italia, este cel care a folosit amprentele genetice și a făcut teste ADN, descoperind astfel că mama lui Tutankhamon a fost sora lui Akhenaten, care a fost tatăl său. În Egiptul antic, incestul era tolerat, iar oamenii nu știau că există urmări genetice asupra copiilor rezultați din astfel de relații. “De asemenea, el dezvoltase boala Kohler, adică moartea oaselor, în timpul adolescenței, fapt care i-a provocat probabil dureri foarte mari. Știm că acest om a avut 130 de bastoane pe care le folosea și că obișnuia sa tragă cu arcul atunci când stătea pe un scaun”, a declarat Zahi Hawass, secretar general al Consiliului Suprem de Antichități din Egipt.

## Mormântul și motivele salvării sale

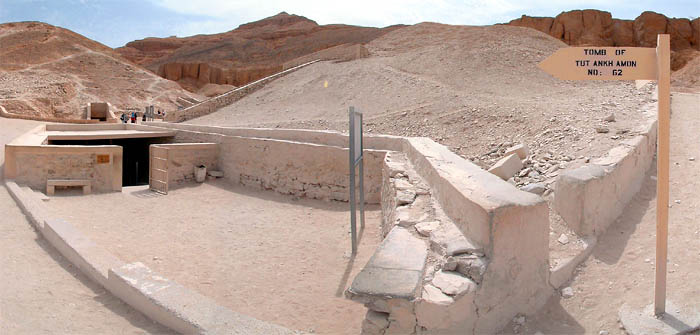
Intrarea în mormânt

Tutankhamon a fost îngropat într-un mormânt din Valea Regilor, care probabil nu era destinat lui. Mormântul poartă numele KV62, KV fiind un acronim de la King’s Valley, iar 62 numărul de ordine al mormântului descoperit în Valea Regilor.
Intrarea în mormânt se află topografic la cota cea mai scăzută din Valea Regilor. A murit primăvara (martie-aprilie), în mormânt fiind descoperite resturi vegetale ale unor plante care cresc numai primăvara. La scurt timp după înmormântare, lăcașul a fost jefuit, fiind sustrase însă numai obiecte mici, ușor vandabile. După cercetările recente ale englezului Stephen (Steve) Cross, după cca 7 luni (octombrie-noiembrie ale aceluiași an) a avut loc în zonă o rupere de nori catastrofală. Torenții care s-au scurs pe 3 văi s-au unit în Valea Regilor, aducând cantități mari de sedimente, depuse deasupra intrării în mormântul lui Tutankhamon, unde au depus un strat gros de 1-2 m. După ploaie, terenul s-a uscat, iar sedimentele s-au cimentat. Acesta a fost unul din motivele pentru care jefuitorii de morminte n-au găsit și deschis acest mormânt, rămas practic neatins până în 1922.
Un alt motiv a salvării mormântului său a fost radierea lui postumă din memoria colectivă, împreună cu tatăl său, o răzbunare religioasă a adepților politeismului. Jefuitorii n-au știut de existența unui faraon cu numele Tutankhamon și n-au căutat în teren urmele mormântului lui.

## Apanajul postmortem
Cele cca 5000 obiecte din apanajul postmortem al faraonului Tutankhamon se găsesc în prezent, nou ordonate și clasificate, în Noul Muzeu Egiptean de Antichități (Grand Egyptian Museum) de lȃngă piramide.

Au avut ca scop:

- asigurarea unui trai confortabil a faraonului în cealaltă lume;

- asigurarea supraviețuirii soarelui (zeul Ra la egipteni), în împărăția umbrelor Hades, între apus și răsărit, prin lupta faraonului cu forțele răului. Faraonul era dotat în acest scop cu armele și însoțitorii militari necesari, spre a înfrȃnge demonii și fiarele din Hades. Soarele putea apoi zilnic din nou răsări, spre a garanta traiul egiptenilor și existența statului Egipt.

## „Blestemul” lui Tutankhamon

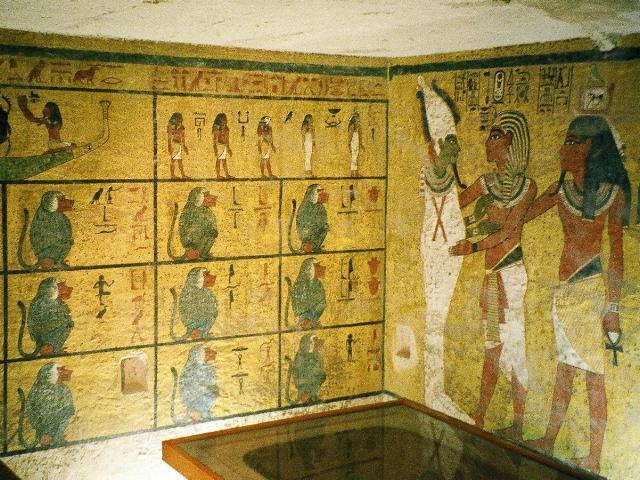
Mormantul

Atunci când Carter și Carnavon au coborât treptele, Carnavon s-a îngrijorat de o înțepătură de insectă, iar când a tăiat-o cu o lamă, înțepătura s-a infectat, provocându-i o pneumonie, astfel, la data de 5 aprilie 1923, acesta a decedat. Înainte de asta, canarul lui a fost mâncat de un șarpe (simbolul  faraonului), chiar în ziua când mormântul a fost deschis. Apoi, alte zeci de oameni au murit în următorii 20 de ani.
Unii cred că a fost de vină blestemul. Foarte multe inscripții spun despre acest blestem: „cel ce va atinge mormântul faraonului, va fi  răzbunat  de leu, crocodil și de către hipopotam” sau  „Moartea îi va secera pe cei care vor tulbura liniștea faraonului”. Unii cred că moartea lui Carnavon ar avea legatură cu profanarea mormântului. Când l-au deschis, ca să scoată masca de aur, Carter ar fi trebuit să-i profaneze mumia. Mulți îl acuză pe Carter, deoarece ar fi distrus toate dovezile morții sale și ar fi produs acel blestem.